# Szopienice

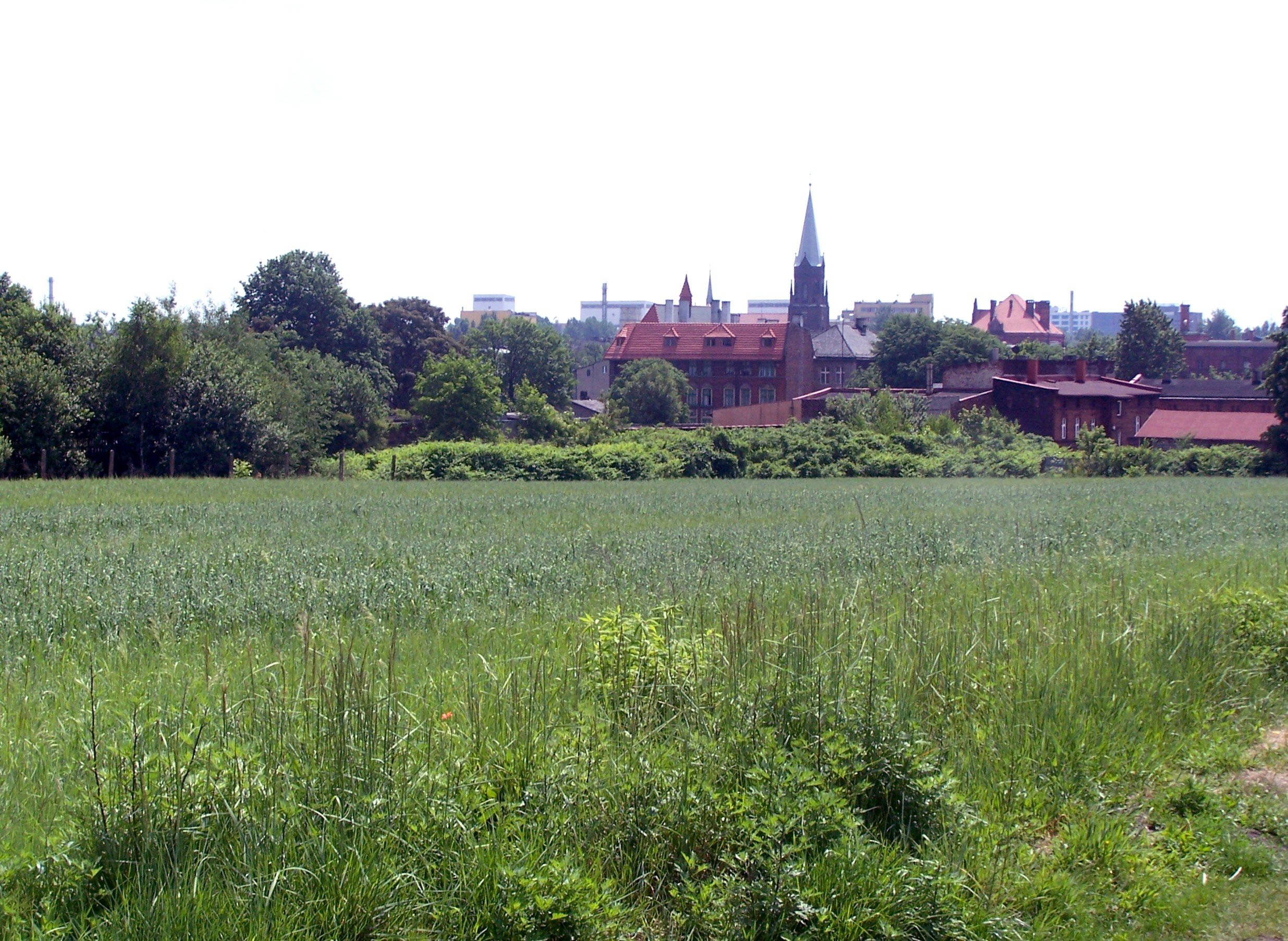
Schoppinitz

Szopienice (deutsch Schoppinitz) ist ein Stadtteil von Kattowitz in Polen. Er liegt am Fluss Rawa, rund acht Kilometer östlich von der Stadtmitte.

## Charakter
Dieser Stadtteil ist stark von Schwerindustrie geprägt. Außerdem befinden sich hier Eisen- und Schwermetallhütten.

## Geschichte
Im Jahr 1360 bestätigte der Herzog von Ratibor, Mikołaj II., dem Ottokar von Pilica das Besitzrecht der Nachbardörfer Szopienice und Roździeń. 1430 wird Szopienice während der Hussitenkriege (1419 bis 1436) zerstört und blieb bis zum 16. Jahrhundert unbewohnt.
1546 entsteht in Roździeń eine der ersten großen Eisenschmieden in der Gegend; von dort stammte eines der ersten Lehrbücher des Schmiedehandwerks, das im Jahr 1612 von dem schlesischen Eisengießer und Schmied  Walenty Roździeński in Krakau veröffentlichte Buch: „Oficcina ferraria abo hutá i warstat z kuźniami szlachetnego dzieła żelaznego“, („Oficcina ferraria oder Hütte und Schmiede-Werkstatt des edlen Eisens-Handwerks“). Um 1570 wird auch das Dorf Szopienice wiederbesiedelt. Zu dieser Zeit gehören die beiden Dörfer Szopienice und Roździeń der mit dem Krakauer Erzbischof verwandten Familie Salaman aus Mysłowice (Myslowitz). Die Ausbreitung der Reformation wird nicht zuletzt aus diesem Grund verhindert.
Im Jahr 1784 betrug die Einwohnerzahl von Szopienice 79 Einwohner.
1834 gründeten die Inhaber der Bergwerksgesellschaft Giesches Erben die Zinkhütte Wilhelmina.
Mittels einer S-Bahn-Linie wurden 1898 Szopienice und Mysłowice verbunden. 1912 wird die Zinkhütte Uthemann gegründet.
Szopienice wird 1921 der Hauptsitz der Zivil- und Militärverwaltung von Wojciech Korfanty im 3. Polnischen Aufstand in Oberschlesien.
In der Zeit des Nationalsozialismus wurden Szopienice und Roździeń 1934 zu Katowice-Roździeń-Szopienice zusammengelegt, am 9. Oktober 1942 wurde ein Zwangsarbeitslager für männliche Juden eröffnet. Bis November 1943 mussten deportierte Juden beim Gleisbau und in einer Zinkfabrik teilweise bis zu ihrem Tod arbeiten.
Nach dem Zweiten Weltkrieg 1951 bekam Szopienice die Stadtrechte verliehen, danach erfolgte 1960 die Eingliederung als Stadtteil in die Stadt Kattowitz.

## Verkehr
Der Haltepunkt Katowice Szopienice Południowy liegt an der Bahnstrecke Warszawa–Katowice und der Bahnstrecke Oświęcim–Katowice; der Güterbahnhof Katowice Szopienice Północne ist Beginn der Bahnstrecke Katowice Szopienice Północne–Chorzów Stary und der Bahnstrecke Katowice Szopienice Północne–Katowice Muchowiec.

## Persönlichkeiten
- Walenty Roździeński (1560–1622), Schriftsteller und Schmiedemeister
- Alfred Schaefer (1907–1999), deutscher Schriftsteller im Bereich der politischen Philosophie
- Henryk Bereska (1926–2005), Übersetzer polnischer Literatur
- Jan Steler (1928–2006), polnisch-französischer Bobsportler, Architekt und Rennrodelfunktionär
- Kazimierz Kutz (1929–2018), polnischer Filmregisseur
- Edward Szymkowiak (1932–1990), ehemaliger polnischer Torhüter
- Janusz Sidło (1933–1993), polnischer Leichtathlet
- Andrzej Szewczyk (1950–2001), Maler und Bildhauer
- Piotr Libera (* 1951), römisch-katholischer Bischof